# Documentatiesysteem
Een documentatiesysteem is een algemene benaming voor een systeem dat specifieke gegevens opslaat in documenten.
Het kan gaan om een bedrijfsadministratie, een systeem met klantendossiers, een documentatie bij een computerprogramma, een bibliotheek-catalogus en ook een encyclopedie als Wikipedia.